# Витковцы
Витковцы (укр. Вітківці) — село в Каменец-Подольском районе Хмельницкой области Украины.
Население по переписи 2001 года составляло 203 человека. Почтовый индекс — 32365. Телефонный код — 3849.

## Местный совет
32337, Хмельницкая обл., Каменец-Подольский р-н, с. Завалье